# Conrado Rodríguez
Conrado Hernán Rodríguez Merlo (Montevideo, 24 de marzo de 1980) es un político y abogado uruguayo, perteneciente al Partido Colorado. Actualmente ejerce como Representante Nacional por Montevideo desde el 15 de febrero de 2015 y como Parlamentario del Mercosur desde 2020.

## Biografía
Nació el 24 de marzo de 1980 en Montevideo en una familia con un largo trayecto de servicio público, desde la política y el periodismo. Su padre Renán Rodríguez Santurio fue subsecretario del Ministerio de Trabajo y Seguridad Social en el segundo gobierno de Julio María Sanguinetti y vicepresidente de la Corte Electoral desde 1996 hasta 2010. Mientras que su abuelo, Renán Rodríguez, fue un político del Partido Colorado que ejerció como diputado, senador, Ministro de Instrucción Pública y Previsión Social, Secretario General del Instituto de Jubilaciones y Pensiones, director del diario El Día, candidato a Vicepresidente en dos ocasiones y Presidente de la Corte Electoral tras la restauración democrática.
Su formación académica es jurídica, habiéndose graduado como doctor en Derecho y Ciencias Sociales en la Facultad de Derecho de la Universidad de la República.
Está casado y tiene dos hijas.

## Ámbito político

### Inicios
Comenzó su carrera política en 2002 militando por el Partido Colorado durante la etapa de la crisis financiera.
En 2005 fue por primera vez candidato a Edil y participó activamente en la formación de la Juventud organizada del Partido Colorado, siendo electo en 2007 como Convencional Nacional y Departamental en la primera elección de jóvenes, a partir de la reforma de la Carta Orgánica del Partido Colorado del 2006.En 2008 funda junto a compañeros el grupo “Renovación y Cambio” y la agrupación “Convocatoria Batllista”. Posteriormente participa en las elecciones internas de 2009 con su propia lista, la lista 305, la cual obtuvo representación en ambas Convenciones, siendo nuevamente electo Convencional Nacional y siendo candidato a Diputado con 29 años en las elecciones nacionales de ese año.En la elección Departamental y Municipal de 2010 participa activamente siendo otra vez candidato a Edil y a Alcalde por el Municipio CH con su lista 305.

### Entrada al Parlamento (2015-2020)

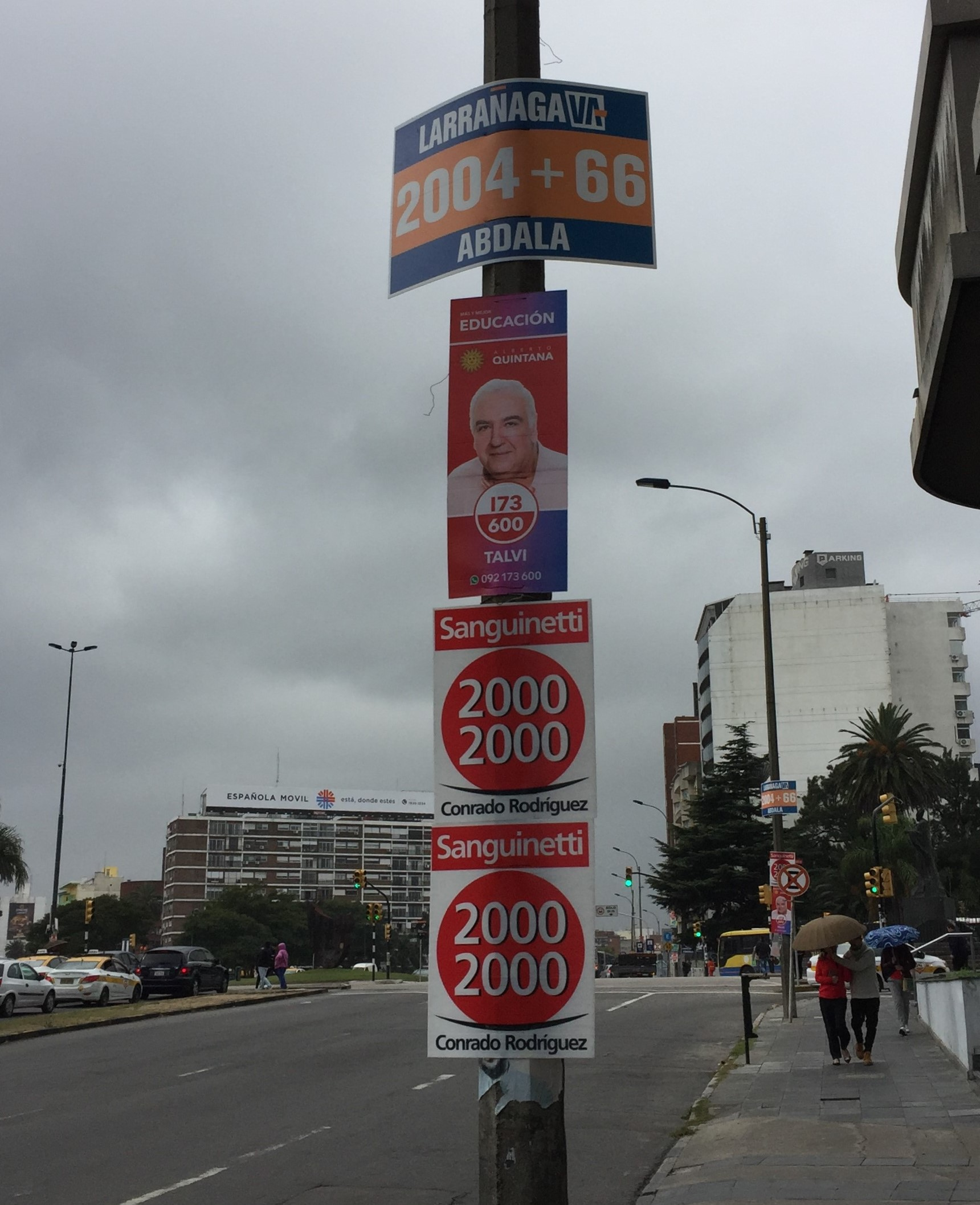
Columna con carteles de la lista de Conrado Rodríguez en las elecciones internas de 2019.

En junio de 2014 comparece en las elecciones internas de los Partidos Políticos de ese año con su lista 305, obteniendo importante apoyo que le permite encabezar la lista a Diputados del Batllismo y obtener una numerosa representación en las Convenciones. Ese mismo año es electo Convencional Nacional del Partido Colorado. En octubre resulta electo Representante Nacional por Montevideo a los 34 años, por la lista 15.
El 15 de febrero asume como Diputado, integrando la Comisión de Hacienda, y la de Cooperativismo de la Cámara baja, y actuando como delegado Sectorial en las comisiones de: Educación, y Constitución, Códigos, Legislación General y Administración. Además participa de forma activa en la discusión del Presupuesto Nacional, en representación del Partido Colorado, desde la Comisión de Presupuesto de la Cámara de Representantes.Entre 2015 y 2016, participa en varios de los encuentros del Parlamento Iberoamericano de la Juventud.
En las elecciones nacionales de 2019 fue reelecto como Representante Nacional por Montevideo, por la lista 2000.El 15 de febrero de 2020 asumió como parlamentario del Mercosur, cargo que ostentará hasta el 14 de febrero de 2025. Es miembro de las comisiones de Presupuesto y Asuntos Internos y de la Delegación Externa de EUROLAT.

### Actividad en la Legislatura XLIX (2020 - 2025)
Conrado Rodríguez asumió como 2.º Vicepresidente de la Cámara de Representantes para el primer Período Ordinario de la XLIXª Legislatura (2020 - 2021).

#### 2022
En 2022, en el contexto de la campaña acerca del Referéndum sobre la Ley de Urgente Consideración, fue junto al diputado Felipe Schipani los dos encargados de la coordinación de la campaña colorada por la NO derogación de la LUC. Durante la preparación de las elecciones de jóvenes del Partido Colorado de ese mismo año, Conrado Rodríguez, que ganó en las elecciones de los jóvenes en 2007, recorrió algunos departamentos del interior para ayudar con el armado de las listas y conversar con los militantes con la intención de que su sector tenga expresión electoral en los 19 departamentos.Ese mismo año, durante el marco de debate ante la propuesta del gobierno de reformar el sistema previsional del país, el diputado Conrado Rodríguez propuso un proyecto de ley, planteado con anterioridad en el año 2018, con el objetivo de habilitar la denominada "jubilación activa", es decir, permitir legalmente a los jubilados poder trabajar.
Buscó, junto a otros parlamentarios, lograr la eliminación del adicional del Fondo de Solidaridad, teniendo algunos reparos respecto a cómo se resolvió derogar la norma al pasar por la cámara alta. Rodríguez resaltó que durante el tratamiento en la cámara de diputados la discusión se basó en conseguir la derogación del adicional a través de reasignaciones internas de créditos ya aprobados en el Presupuesto. Mientras que, tras pasar por el Senado, la redacción finalmente estableció que se comenzará a quitar el adicional en un 25% a partir de 2024 y otro porcentaje equivalente en 2025. El otro 50% quedará a cargo de la próxima administración. Rodríguez hubiera preferido que se respetara la idea original de comenzar en 2023 para que la derogación total del adicional se diera en este período de gobierno.
En noviembre de ese mismo año, presentó un proyecto de ley para establecer como delito penal la negación del Holocausto al pueblo judío cometido por los nazis. Contó con el con apoyo de parlamentarios de todos los partidos políticos y se inspiró en un proyecto presentado años atrás por el exdiputado Walter Verri que no prosperó.A finales de año, Rodríguez presentó un proyecto de ley para la instalación de una estatua en homenaje al vicealmirante Juan José Zorrilla, en reconocimiento a sus acciones en contra del intento de golpe de Estado en febrero de 1973. El proyecto, que obtuvo la firma de todos los diputados del partido y contó con el interés del secretario general del partido, Julio María Sanguinetti, se aprobó en la Cámara de Representantes en sesión extraordinaria el día jueves 9 de febrero de 2023.

#### 2023

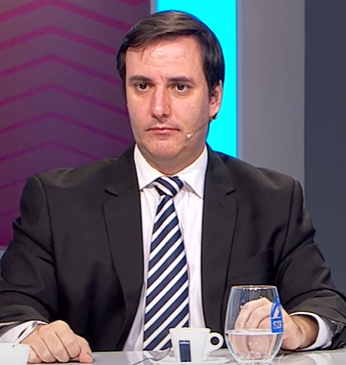
Conrado Rodríguez en 2023.

El 15 de febrero de 2023 el régimen del presidente de Nicaragua, Daniel Ortega, despojó de su nacionalidad a 94 opositores políticos. Ante este suceso, Conrado Rodríguez decidió promover que, mediante una "gracia" de la Asamblea General (acción que está prevista en el punto C del artículo 75 de la Constitución), se les otorgue a tres ciudadanos nicaragüenses la ciudadanía uruguaya; tal como anunció en la red social con un fin, dijo: humanitario y en defensa de la libertad y democracia. La propuesta, que va en consonancia con otras medidas que tomaron países como México, Colombia, Chile, Argentina y España, será presentada una vez que finalice el receso parlamentario (1 de marzo).
Siendo parte de la Comisión de Seguridad Social, la Comisión Especial conformada por legisladores que estudia el proyecto de la reforma jubilatoria, actuó en múltiples ocasiones como vocero de la opinión de la bancada del Partido Colorado en este asunto. Su proyecto de ley sobre la "jubilación activa" fue finalmente integrada a esta reforma. Tres meses después de su aprobación, la reforma del sistema previsional comenzó a tener efectos es 1° de agosto de 2023, junto a la jubilación activa.Como integrante de la comisión que pretende realizar cambios en la ley de 2009 sobre el financiamiento de los partidos políticos, con el objetivo de actualizar la normativa, afirmó que se debe trabajar "lo más rápido posible" para que luego se apruebe en el Senado. “Una vez que vaya finalizando este 2023 estaremos ingresando en un nuevo proceso electoral, claramente. Siempre es conveniente que la normativa que rija a los partidos políticos, y otros aspectos que tienen que ver con el proceso electoral, se fijen antes y no en el camino de ese proceso”, valoró en diálogo con La Diaria.
Conrado Rodríguez propuso la creación de una comisión interinstitucional para estudiar la situación demográfica del país, desde la baja tasa de fecundidad uruguaya y la expectativa de vida en crecimiento que tienen impacto en la sustentabilidad futura del país.El día lunes 30 de octubre su sector, Renovación y Cambio, proclamó en su asamblea nacional su apoyo a la precandidatura a Presidente del ingeniero Gabriel Gurméndez, quien estuvo presente en el evento.En noviembre presentó un proyecto de ley que busca suspender el subsidio a políticos y cargos de confianza, que estén relacionados con la corrupción y a delitos contra la administración pública.

#### 2024

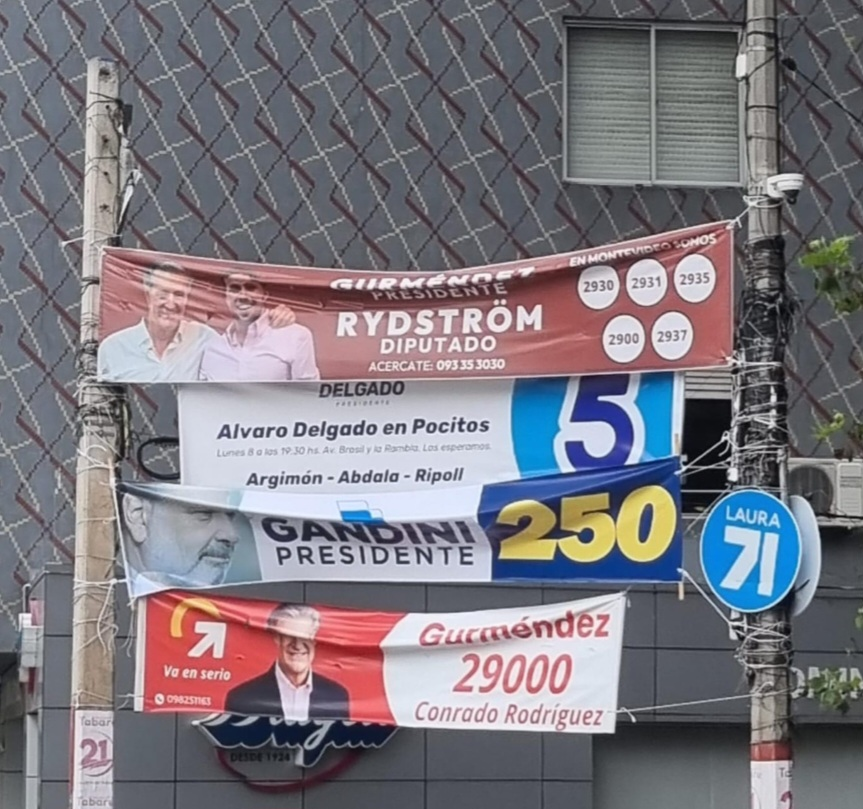
Distintos pasacalles de las elecciones internas de 2024, entre ellos el inferior perteneciente al sector Renovación y Cambio del diputado Conrado Rodríguez.

En enero de 2024, Rodríguez presentó la idea de reducir el mandato del Fiscal General de la Nación de 10 años a cinco o seis como máximo.En las elecciones internas de 2024, el sector Renovación y Cambio del diputado Conrado Rodríguez fue el más votado dentro de la precandidatura de Gabriel Gurméndez en Montevideo. Debido a esto encabezó en las elecciones generales de 2024 la lista 10 de Vamos Uruguay en Montevideo como candidato a diputado.En dichas elecciones fue reelecto como diputado por Montevideo, ahora por la lista 10. Durante la campaña electoral, sobre el debate del plebiscito de seguridad social, Conrado Rodríguez junto a Isaac Alfie elaboraron en conjunto un documento para entregar ante el Comité Ejecutivo Nacional (CEN) del Partido Colorado, que busca presentar los “efectos de la propuesta de reforma constitucional sobre la previsión social”.
El 10 de septiembre se aprobó el proyecto de ley presentado en noviembre de 2023 que elimina el subsidio para los políticos que son condenados por cometer delitos contra la administración pública o por hechos de corrupción. El proyecto fue por primera vez presentado por Conrado Rodríguez en 2017, raíz del caso del exvicepresidente Raúl Sendic, pero no fue aprobado; en noviembre fue nuevamente presentado por Rodríguez, logrando ser aprobado.

#### 2025
En enero de 2025, el legislador Rodríguez y el diputado por el Partido Independiente, Iván Posada, impulsaron un proyecto para garantizar una bonificación en las jubilaciones de los "cuarentones", afectados por cambios en la reforma de seguridad social. Alegando que el beneficio es un derecho adquirido y buscan evitar inequidades entre trabajadores, mientras el BPS prepara un asesoramiento clave para quienes deben decidir entre el sistema mixto o su desafiliación de las AFAP.Ese mismo mes, ante el rechazo de la Corte Electoral de un recurso presentado por el PC y el PI para habilitar el voto cruzado para las elecciones departamentales de mayo, el diputado Rodríguez afirmó ante los medios que ambos partidos presentarían un proyecto de ley en el Parlamento que lo habilite.

### Actividad en la Legislatura L (2025 - 2030)

#### 2025
El 15 de febrero de 2025 asumió nuevamente su banca por la lista 10 del Partido Colorado. En marzo, el diputado Conrado Rodríguez presentó un proyecto para aumentar el límite de compras en el exterior de U$S 200 a U$S 500. En abril, el diputado Rodríguez propuso crear una comisión para revisar el Código del Proceso Penal en Uruguay. Poco después, Presidencia anunció la creación de un grupo de trabajo liderado por el prosecretario presidencial Jorge Díaz para también revisar el Código del Proceso Penal. El 5 de mayo asumió nuevamente como parlamentario del Parlasur para otro período.
El lunes 26 de mayo, el senador y secretario general del PC, Andrés Ojeda, aseguró en una conferencia de prensa acompañado por el diputado colorado Felipe Schipani que la oposición iba «a bloquear el primer aumento de impuestos» del gobierno en relación a un rescate de la Caja de Jubilaciones y Pensiones de Profesionales Universitarios; aunque los dos diputados colorados de la comisión, Conrado Rodríguez y Adrián Juri, rechazaron «en forma tajante, tanto en el fondo como en la forma, dichas manifestaciones realizadas sin consulta ni deliberación con los demás integrantes de la bancada parlamentaria del PC».

## Ámbito periodístico
Es columnista de la publicación digital Correo de los Viernes, semanario Opinar y semanario Crónicas.